# بریسینگر
بریسینگر ( به انگلیسی Brisingr ) عنوان سومین قسمت از سری رمان فانتزی و حماسی وراثت نوشته کریستوفر پائولینی است که در سال ۲۰۰۸ (میلادی) به چاپ رسید .